# Чауда (полігон)
Чауда — військовий полігон на південно-східному березі Феодосійської затоки, на сході Автономної Республіки Крим. Назва полігону походить від однойменної назви мису Чауда. На полігоні розташована авіабаза здатна приймати вертольоти.

## Історія
До російської окупації Криму, полігон був основним місцем для випробування озброєнь Україною.

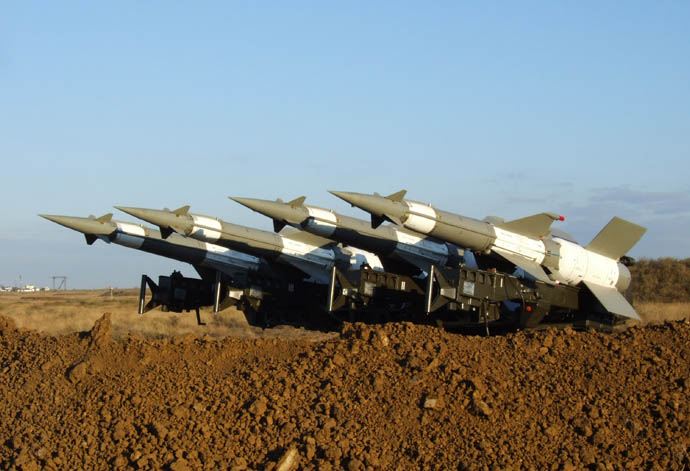
Зенітний ракетний комплекс С-125-2Д «Печора-2Д» під час стрільб на полігоні «Чауда» (2010)

На полігоні декілька разів проводилось публічне авіашоу з польотами військової авіації та стрільбами.

### Російсько-українська війна
Починаючи з липня 2023 року, в ході російського вторгнення в Україну окупанти неодноразово використовують полігон «Чауда» для запуску іранських БпЛА «Shahed 136/131» по території України.
26 червня 2024 року виникла потужна пожежа на військовому полігоні на мисі Чауда, звідки окупанти запускають іранські БпЛА «Shahed 136/131» по території Україні, яка на наступну добу значно поширилася у декілька разів. Вогонь дійшов до будов території військової частини, в якій тимчасово дислокуються російські окупанти.